# ويليام إف. جونغ
ويليام إف. جونغ (بالإنجليزية: William F. Jung)‏ هو محامي أمريكي، ولد في 29 مارس 1958 في Fort Belvoir ‏ في الولايات المتحدة.